# كريثينتي
بلدية كريثينتي (بالإسبانية: Creciente) هي بلدية تقع في مقاطعة بونتيفيدرا التابعة لمنطقة غاليسيا شمال غرب إسبانيا.

## الديموغرافيا
يبلغ عدد سكان بلدية كريثينتي 2.533 نسمة عام 2011 (وفقاً للمعهد الوطني للإحصاء الإسباني).
| 3.060 | 3.062 | 2.818 | 2.756 | 2.698 | 2.596 | 2.533 |